# Boarmia umbrata
Boarmia umbrata là một loài bướm đêm trong họ Geometridae.